# 14 км (зупинний пункт, Ясинуватська дирекція Донецької залізниці)
14 кілометр — пасажирська зупинна залізнична платформа Донецької дирекції Донецької залізниці.
Розташована у смт Межове, Гірницький район Макіївки, Донецької області на лінії Моспине — Макіївка між станціями Моспине (13 км) та Макіївка (8 км).
Пасажирське сполучення припинено у 2009 р., здійснюється лише вантажне перевезення.